# Moorbahn Ahlenmoor

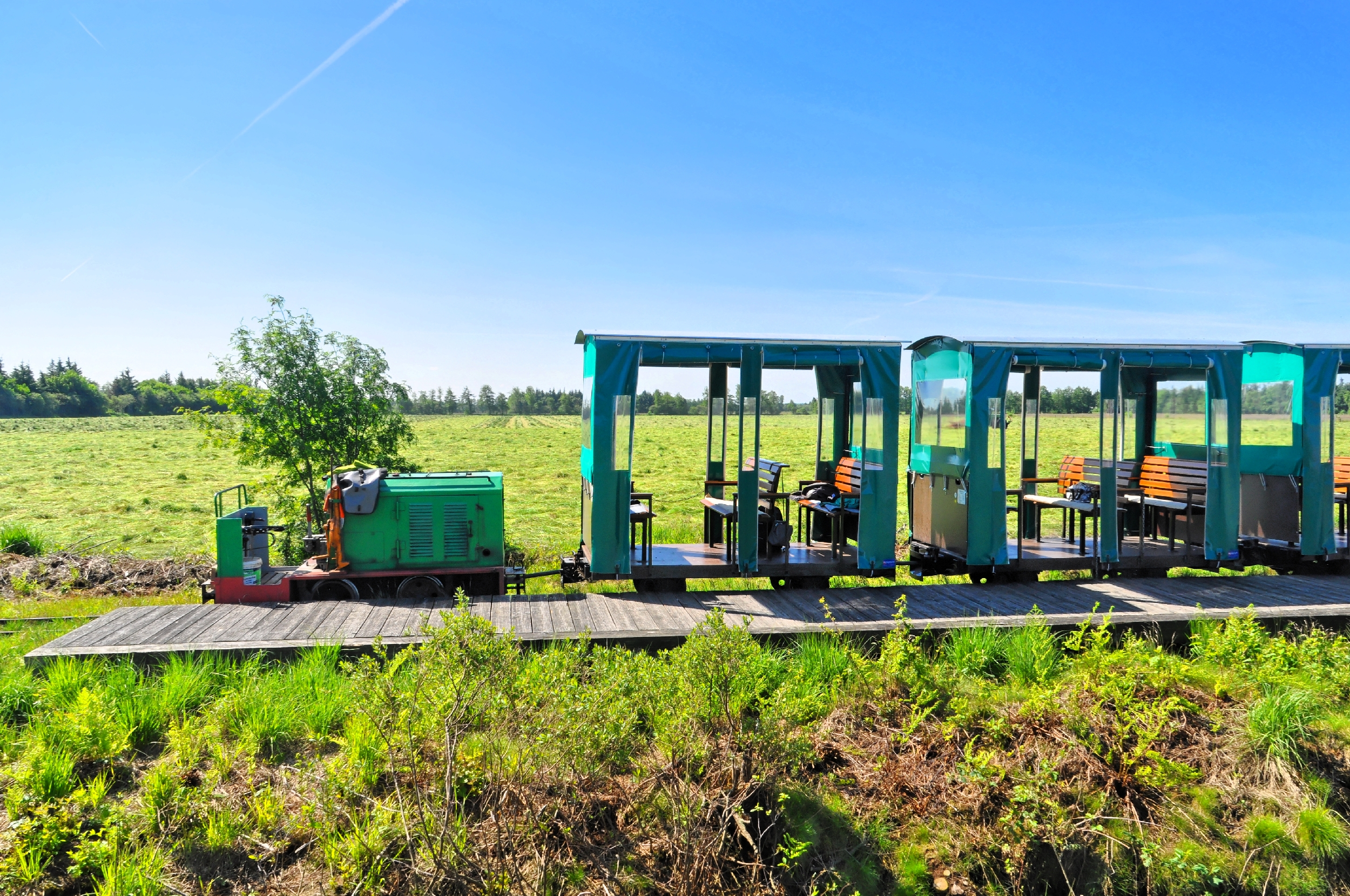
Feldbahnzug an einem der Haltepunkte

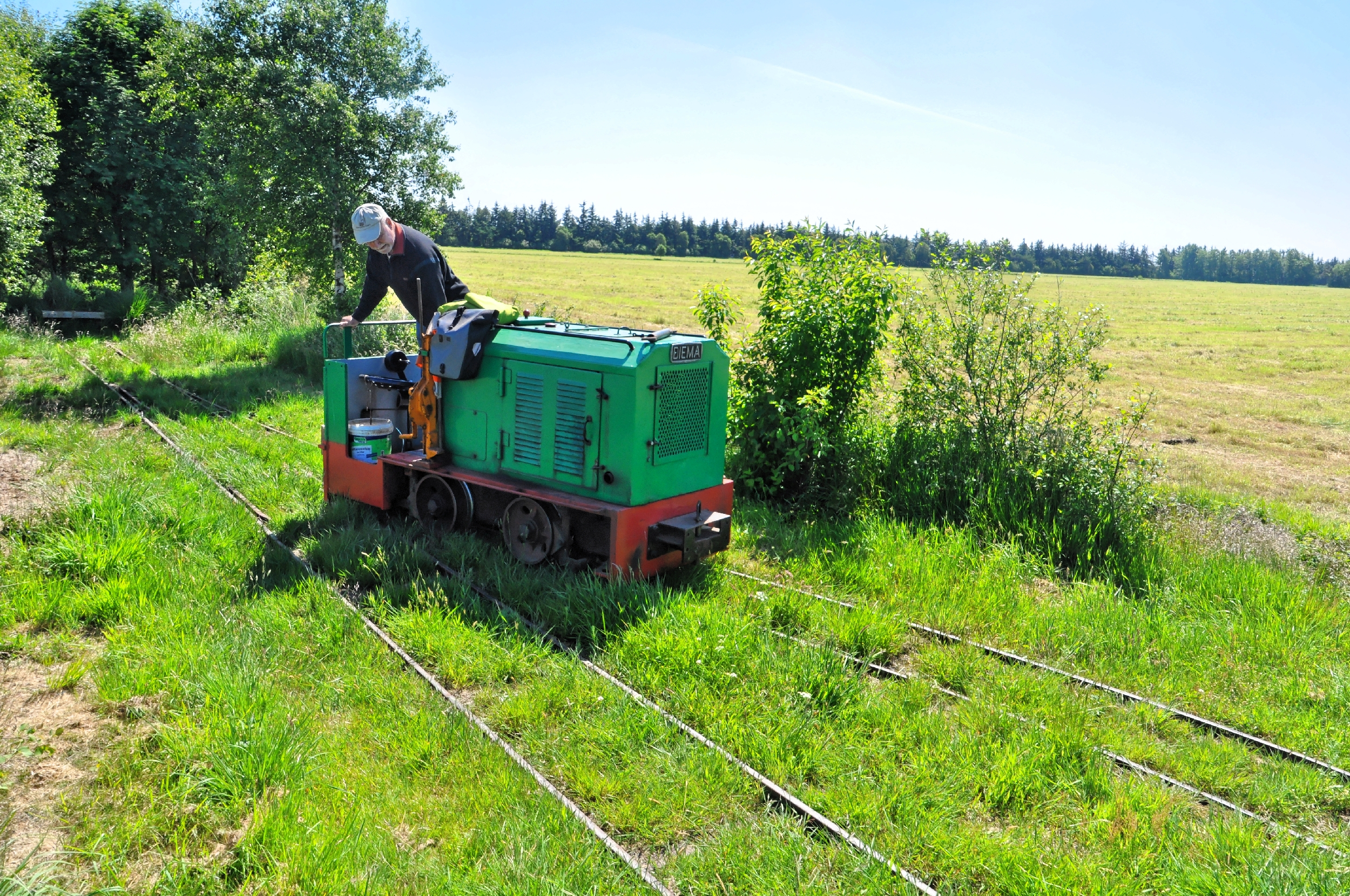
Umsetzen der Diema-Lokomotive

Die Moorbahn Ahlenmoor ist eine Feldbahn des ehemaligen Torfwerks in Ahlenmoor, die heute als Ausflugsbahn sowie als Transportmittel bei der Heidelbeerernte genutzt wird.
Die Bahn befindet sich in der Samtgemeinde Land Hadeln im Landkreis Cuxhaven und befährt einen 5,7 Kilometer langen Rundkurs mit vier Haltepunkten durch das Ahlenmoor. Die Basisstation liegt in Wanna–Ahlen-Falkenberg. Die Fahrzeit beträgt etwa 2 Stunden und 15 Minuten. Während der Tour durch wiedervernässte Torfabbauflächen in unterschiedlichen Entwicklungsstadien, unberührte Hochmoorflächen und durch einstmals landwirtschaftlich genutzte Ländereien erfährt der Besucher Wissenswertes über die Entstehung des Hochmoores sowie die Nutzung der Moore durch den Menschen. Die drei eingesetzten Loks der Firma DIEMA sind vom Typ DS 14, DS 20 sowie DL 6 mit einer Spurweite von 600 mm. Die Lok vom Typ DS 20 (Fabr.-Nr. 2575) wurde 1962 bis 1986 vom niedersächsischen Hafenamt Cuxhaven und später dem Hamburger Amt für Strom und Hafenbau auf der Insel Neuwerk als Materialbahn eingesetzt.
Die Moorbahn und das Moorinformationszentrum (MoorIZ) gehören zum Projekt „Naturerlebnis Ahlenmoor“, ein gemeinsames Projekt der inzwischen aufgelösten Samtgemeinden Sietland und Bederkesa sowie der ehemaligen Stadt Langen.